# Пасторе, Пьеро
Пьетро (Пьеро) Марио Пасторе (итал. Pietro (Piero) Mario Pastore; 3 апреля 1903, Падуя — 8 января 1968, Рим) — итальянский футболист, нападающий. Бронзовый призёр Олимпийских игр 1928. Ещё во время активной футбольной карьеры он начал сниматься в кинематографе; сыграл более чем в 70-ти фильмах.

## Футбольная карьера
Пьеро Пасторе начал карьеру в клубе «Падова». Его дебютной игрой стал матч 29 мая 1921 года, в котором его команда проиграла «Леньяно» со счётом 1:2. Всего в команде Пасторе провёл две сезона, сыграв в 20 матчах и забив 4 гола.
В 1923 году он перешёл в «Ювентус», искавший забивного форварда. Первый матч в составе команды Пасторе сыграл 14 октября 1923 года против «Ливорно»; в нём «бьянконери» проиграли 2:3, а первый из двух мячей своей команды забил Пасторе. Всего в своём первом сезоне в «Юве» Пасторе провёл 16 игр и забил 8 голов. В следующем сезоне «Юве» выступил неудачно: клуб занял только 3 место в дивизионе Лега Норд и не смог выйти в плей-офф, а Пасторе провёл лишь 10 игр и забил 6 голов. Перед началом сезона 1925/1926 «Ювентус» серьёзно укрепился: в клуб были куплены Антонио Войяк, Ференц Хирзер и Йожеф Виола, вместе с действующими игроками, Комби, Розеттой и Пасторе они составили основу команды, которая выиграла чемпионат страны. В первенстве Пасторе провёл 22 игры и забил в них 27 голов, став третьим снайпером чемпионата, позади Хирцера и Анджело Скьявио. Однако со смертью главного тренера команды, Йенё Кароя, многие игроки покинули клуб. Пасторе отыграл ещё один сезон в команде и тоже ушёл из «Ювентуса». Последний матч за «бьянконери» он сыграл 10 июля 1927 года, в нём «Ювентус» обыграл «Милан» 8:2, а Пасторе забил три гола. Всего в составе «Старой Синьоры» он провёл 66 матчей и забил 55 мячей. В том же сезоне футболист дебютировал в составе второй сборной Италии в матче с Люксембургом, где итальянцы победили 5:1.
В 1927 году Пьеро перешёл в «Милан». Первый матч за новый клуб он сыграл 2 октября 1927 года, в котором «россонери» победили «Наполи» 5:1, а Пасторе забил один из мячей. Всего в сезоне футболист забил 13 голов, став лучшим бомбардиром команды. В том же году он поехал на Олимпиаду, где итальянцы выиграли бронзовые медали. Однако на самом турнире Пьеро не провёл ни одной игры. Во время пребывания в отеле над Пасторе пошутили: он якобы начал ухаживать над двумя голландками, бывшими матерью и дочерью; другие игроки сборной подшутили над ним, вставляя в его замок на двери розу, на вопросы, от кого она, Пасторе отвечал, что от интимных встреч с матерью, дочерью или с ними обеими. Итальянцы делали вид, что верили форварду. В день отъезда с Олимпиады игроки подложили вместо розы ему мёртвую мышь. В следующем сезоне в составе «Милана» Пасторе забил 27 голов, из них 26 в чемпионате, став четвёртым бомбардиром турнира.
В 1929 году Пасторе перешёл в стан «Лацио». 6 октября 1929 года он провёл первый матч за клуб, в нём "бьянкочелести"обыграли «Болонью» 3:0, а один из мячей забил Пьеро. Всего первом сезоне он стал вторым бомбардиром команды с 10-ю голами в 28 играх. А на следующий год забил 13 голов в 29 играх, став лучшим бомбардиром команды. В сезоне 1931/1932 Пасторе вернулся в «Милан» и забил за сезон 13 голов, из них 11 в чемпионате, став лучшим бомбардиром команды, занявшей 4 место в чемпионате. Последний матч за «россонери» Пьеро провёл 26 мая 1932 года, в нём «Милан» проиграл «Про Патрии» 0:2. По окончании сезона Пасторе во второй раз перешёл в «Лацио». И выступал там два сезона, сыграв в 18 матчах и забив 9 голов. Затем он недолго играл за «Перуджу» и «Рому». Последним клубом в карьере Пасторе стала любительская команда «Виджили Фуоко», где он работал тренером.

## Личная жизнь
Пасторе был женат. Супруга — Анна Глориозо. У них был сын, Умберто.

## Достижения
- Чемпион Италии: 1926